# 大沢基季
大沢 基季（おおさわ もととし）は、江戸時代中期から後期にかけての高家旗本。通称は内膳。官位は従四位下・侍従、下総守。

## 略歴
大沢基業の長男として誕生した。初名は令徳。
宝暦7年12月27日（1758年）、父・基業の死去により家督を相続する。明和2年12月21日（1766年）、10代将軍・徳川家治に御目見する。安永5年（1776年）7月4日、高家職に就き、従五位下・侍従・下野守に叙任する。後に従四位下に昇進、下総守に改める。文化3年12月15日（1807年）、高家肝煎になる。
文化5年（1808年）1月、死去。享年58。

## 系譜
子女は3男2女。
- 父：大沢基業
- 母：不詳
- 正室：松浦正致の娘
- 後室：京極高永の養女
  - 次男：大沢基隆
- 生母不明の子女
  - 長男：大沢基靖
  - 三男：大沢基休